# Csillagainkban a hiba (regény)
A Csillagainkban a hiba (eredeti cím: The Fault in Our Stars) John Green hatodik, az önállóan írt műveit tekintve negyedik regénye.
A könyvet eredetileg 2012. január 12-én adták ki. Címét William Shakespeare Julius Caesar című színművének egy sora szolgált, melyet Caius intéz Brutushoz: „Nem csillaginkban, Brutus, a hiba, / Hanem magunkban, kik megbókolunk.” (Vörösmarty Mihály fordítása). 
A történet narrátora egy tizenhat éves lány, Hazel Grace Lancaster, aki pajzsmirigyrákban szenved és betegsége a tüdejére is átterjedt. Szülei arra kényszerítik, hogy részt vegyen egy önsegítő foglalkozáson, ahol összeismerkedik a tizenhét éves, amputált lábú egykori kosárlabda-játékossal, Augustus Watersszel és egymásba szeretnek. A könyv alapján készült, azonos című filmfeldolgozás 2014-ben jelent meg Josh Boone rendezésében, Shailene Woodley, Ansel Elgort és Nat Wolff főszereplésével. 
A könyv és a belőle készült film is kritikai, illetve bevételi sikert aratott.

## Magyarul
- Csillagainkban a hiba; ford. Bihari György; Gabo, Bp., 2013

## Fordítás
- Ez a szócikk részben vagy egészben  a   The Fault in Our Stars című angol Wikipédia-szócikk fordításán alapul.  Az eredeti cikk szerkesztőit annak laptörténete sorolja fel. Ez a jelzés csupán a megfogalmazás eredetét és a szerzői jogokat jelzi, nem szolgál a cikkben szereplő információk forrásmegjelöléseként.